# Eva Mends
 (avril 2024).
Eva Esselba Mends est une économiste ghanéenne . Elle a été la première femme ghanéenne à être nommée directrice du budget au ministère des Finances du Ghana. Elle a été nommée en mai 2017 par le gouvernement,,,,,.

## Biographie

### Enfance, éducation et débuts
Elle s'inscrit à l'Université du Ghana, où elle obtient un diplôme en sciences politiques et économiques. En outre, elle est titulaire d'un master exécutif en administration publique du Ghana Institute of Management and Public Administration. Aux universités Harvard et Duke, elle a suivi quelques cours de courte durée,,,.

## Carrière
Mends rejoint le ministère des Finances en tant que membre du service national en 1991 et depuis lors, elle occupe diverses fonctions, notamment celles de chef du bureau des Amériques en 1998, de chef du développement budgétaire en 2006 et de chef de groupe des réformes de la gestion des finances publiques en 2013. En mai 2017, elle est nommée directrice du budget au ministère des Finances, poste qu’elle occupe jusqu’en janvier 2019. Elle est connue pour avoir dirigé des réformes majeures, notamment une budgétisation sensible au genre, une budgétisation basée sur les programmes et l'élaboration de la nouvelle loi sur la gestion des finances publiques. Elle est actuellement directrice coordinatrice du ministère des Finances,,,,,.